# Rhyssemus granosus
Rhyssemus granosus är en skalbaggsart som beskrevs av Johann Christoph Friedrich Klug och Wilhelm Ferdinand Erichson 1842. Rhyssemus granosus ingår i släktet Rhyssemus och familjen Aphodiidae. Inga underarter finns listade i Catalogue of Life.